# Cartmel Masterplan
A Cartmel Masterplan a Doctor Who című sorozat olyan szála, amely különböző epizódokban megismertet a Doktor sötét és rejtélyes oldalával. A szálat a régi sorozat 25. és 26. évadainál alkalmazták, valamint tervezték a már le nem forgatott 27. évadban, amely a csökkenő nézettség miatt nem készülhetett el.
Elsősorban Andrew Cartmel, Ben Aaranovich és Marc Platt készítette.

## Utalások a sorozatban

### 25. évad
- A Remembrance of the Daleks című részben egy nyelvbotlásban azt mondták, hogy „...and didn't we have trouble with the prototype” („...és nincs gond a prototípussal”)
- Ugyanebben a részben Davros azt mondta a Doktorról, hogy „far more than just another Time Lord” („sokkal több mint egy Idő Lord”). Az eredeti adás előtt kivágták az idézetet John Nathan-Turner kérésére, mert a jelenet azt állítja, hogy a Doktort egy isten, s ez így bűncselekmény lett volna. Ennek ellenére egyes országokban mégis adásba került, például Kanadában.
- A Silver Nemesis című részben Lady Painforte azt mondta a Doktorról, hogy ő Gallifrey történetének sötét ideje előtt született.

- Ugyanebben a részben mást is állított Lady Painforte: a Doktor régen válaszadás előtt megrázta a fejét.

### 26. évad
- A Ghost Light című részben egy „Control” nevű lény szerint a Doktor nem ismeri az összes idegen fajt.
- A Battlefield című részben Morgaine szerint a Doktor lesz Merlin, aki Artúr király mentora volt.
- A The Curse of Fenric című részben kiderül, hogy a Doktor legyőzte Fenric-t egy sakkjátszmában, s száműzette 17 évszázaddal korábban az „Árnyék Dimenzióba”.

A Doktor új hatalmai:
- A Battlefield című részben a Doktort a Mesterhez akarták hasonlítani.
- Ugyanebben a részben a Doktor Mordredet azzal győzte le, hogy látszólag az ellenség fejére teszi a kezét, s mentális sokkot okozott. Erre más Idő Lord nem képes.

Felvehetetlen jelenetek:
- A Survival című részben még sötétebben akarták zárni.

## Fordítás
- Ez a szócikk részben vagy egészben  a   Cartmel_Masterplan című angol Wikipédia-szócikk fordításán alapul.  Az eredeti cikk szerkesztőit annak laptörténete sorolja fel. Ez a jelzés csupán a megfogalmazás eredetét és a szerzői jogokat jelzi, nem szolgál a cikkben szereplő információk forrásmegjelöléseként.